# Strada statale 588 dei Due Ponti
La ex strada statale 588 dei Due Ponti (SS 588), ora strada provinciale 588 R dei Due Ponti (SP 588 R), è una strada provinciale italiana  di collegamento interprovinciale sviluppata in Emilia-Romagna.

## Percorso
Inizia a Castelvetro Piacentino, dalla ex strada statale 10 Padana Inferiore, e si dirige verso sud su un tipico tracciato di pianura. Toccato il comune di Villanova sull'Arda, entra nel parmense; qui attraversa il centro di Busseto, la frazione di fidentina di Castione Marchesi, interseca l'Autostrada A1 e arriva in pochi km a Fidenza, dove si innesta sulla strada statale 9 Via Emilia.
In seguito al decreto legislativo n. 112 del 1998, dal 2001 la gestione è passata dall'ANAS alla Regione Emilia-Romagna, che ha provveduto al trasferimento dell'infrastruttura al demanio della Provincia di Parma e della Provincia di Piacenza per le tratte territorialmente competenti.